# Bruno Maass (General)
Bruno Maass (* 8. Oktober 1893 in Insterburg; † 24. Januar 1973 in München) war ein deutscher Generalleutnant der Luftwaffe der Wehrmacht während des Zweiten Weltkriegs.

## Leben
Maass trat am 3. April 1911 aus dem Kadettenkorps kommend als charakterisierter Fähnrich in das 2. Leib-Husaren-Regiment „Königin Viktoria von Preußen“ Nr. 2 der Preußischen Armee ein und avancierte bis Mitte November 1912 zum Leutnant. Während des Ersten Weltkrieges absolvierte er ab dem 1. Februar 1915 eine Flugzeugführerausbildung. Ab Mai 1915 diente er in der Flieger-Abteilung 15 und dann in der Flieger-Abteilung 31. Ab 1. August 1917 war er Adjutant des Kommandeurs der Flieger bei der Heeresgruppe „Woyrsch“ bzw. der 18. Armee. Dort wurde er am 18. April 1918 zum Oberleutnant befördert, bevor er im Mai Referent bei der Inspektion der Fliegertruppen wurde. 
Nach Kriegsende in die Reichswehr übernommen, diente Maass im Reiterregiment 9 der 2. Kavalleriedivision, wo er am 30. November 1921 zum Rittmeister befördert wurde.
Am 1. September 1933 wurde er im Reichsluftfahrtministerium (RLM) Gruppenleiter in der Organisations-Abteilung. Nach seiner Beförderung zum Major am 1. Juli 1934 übernahm er am 1. März 1936 die III. Gruppe des Kampfgeschwaders 253 als Gruppenkommandeur. Hier erhielt er am 1. August 1936 die Beförderung zum Oberstleutnant und ging anschließend als Gruppenleiter Ib in den Stab des Luftwaffen-Gruppen-Kommando 3. Am 1. Juli 1938 wechselte er als Adjutant zum Luftgau-Kommando VII, wo er am 1. Oktober 1938 seine Beförderung zum Oberst erhielt. Zum 1. März 1939 wurde er Chef des Generalstabes im Luftgau-Kommando VII und wechselte nach dem Beginn des Zweiten Weltkriegs am 1. Oktober 1939 in den Generalstab der Luftwaffe. Am 24. Juni 1941 wechselte er in gleicher Funktion zur deutschen Luftwaffen-Mission in Rumänien und wurde am 1. August Generalmajor. Anschließend kehrte er wieder auf seinen alten Posten im Luftgau-Kommando VII zurück. Nachdem Maass am 1. November 1942 als Richter zum Reichsgericht wechselte, übernahm er am 15. Oktober 1943 im RLM die Abteilung Flieger-Bodenorganisation, später umbenannt in General der Fliegerbodenorganisation und des Flugbetriebes. Im Herbst 1944 wurde er aufgrund einer Erkrankung in die Führerreserve versetzt, wo er am 1. Januar 1945 zum Generalleutnant befördert wurde. Nachdem er am 28. Februar 1945 endgültig entlassen wurde, kam er im Mai 1945, nach der bedingungslosen Kapitulation der Wehrmacht, in alliierte Kriegsgefangenschaft. 
Nach Kriegsende beteiligte er sich im Rahmen des alliierten German Air Force Monograph Project an Studien und Ausarbeitungen über die deutsche Luftwaffe, die im Bundesarchiv-Militärarchiv abrufbar sind.